# Heike Größwang

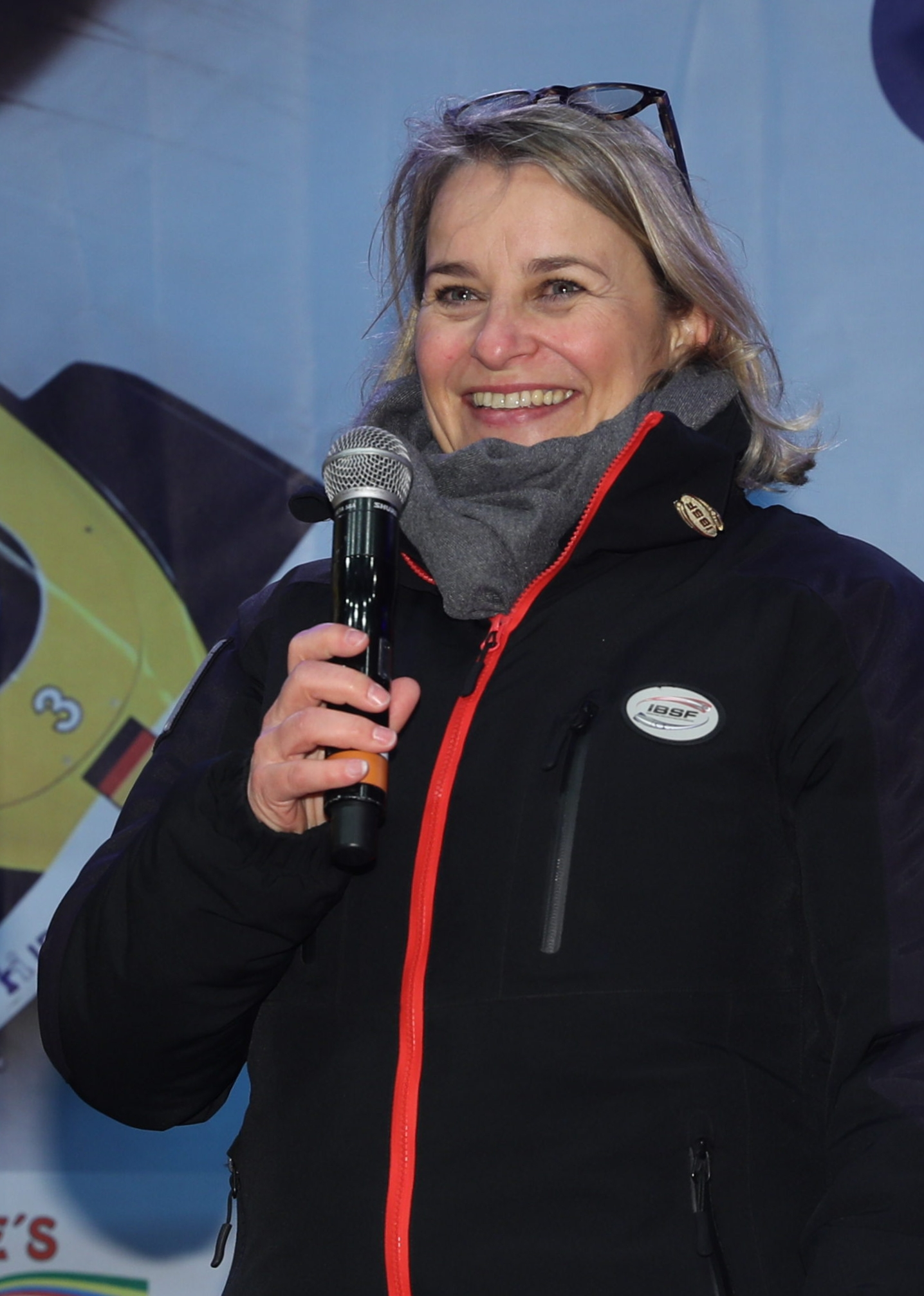
Heike Größwang (2020)

Heike Größwang (* 1970) ist eine deutsche Sportmanagerin, Sportfunktionärin und die Generalsekretärin des Internationalen Bob & Skeleton Verbandes.

## Werdegang
Heike Größwang studierte Betriebswirtschaft und arbeitete nach ihrem Abschluss von 1995 bis 2010 als Geschäftsführerin in der auf Bobsport, Skeleton und Rennrodeln spezialisierten Agentur für Sportmarketing und Veranstaltungen RGS, die das Sponsoring für den Internationalen Rennrodelverband (FIL) entwickelte und organisierte. Sie wechselte von da zur FIBT (Fédération Internationale de Bobsleigh et de Tobogganing), die zu jener Zeit ineffektiv organisiert war und vor der Insolvenz stand. Nationale Verbände aus Deutschland, der Schweiz, Italien und Österreich hatten 2009 die Ablösung des damaligen Präsidenten der FIBT, Robert H. Storey, betrieben, der als Hauptschuldiger für die mangelnde Professionalisierung der Sportarten angesehen wurde. Nach der Wahl von Ivo Ferriani zum Nachfolger Storeys auf dem jährlichen FIBT-Kongress Ende 2009 in Lake Placid zeichnete Größwang unter seiner Präsidentschaft ab 2010 für die Modernisierung des Verbandes verantwortlich. Als eine wichtige Maßnahme sah sie die 2015 umgesetzte Umbenennung in International Bobsleigh & Skeleton Federation an, der alte Name wurde als Hemmnis vor allem für die Vermarktung des Skeletons angesehen. 2012 wurde Größwang dann zur hauptamtlichen Generalsekretärin ernannt, zu diesem Zeitpunkt gab sie die Geschäftsführung der RGS wieder an ihren Vater zurück. Von da an trieb sie Modernisierung und Vermarktung des Verbandes voran, sie gewann BMW als Titelsponsor, Gazprom, Liqui Moly und Bauhaus als Hauptsponsoren und für Deutschland die ARD als Fernsehpartner. Daneben verschlankte sie die Organisationsstruktur und band die nationalen Fachverbände stärker in die Verbandsstruktur ein.
2019 wurde Größwang in die Evaluierungs-Kommission des IOC für die Olympischen Winterspiele 2026 berufen. 2020 eröffnete sie die Bob- und Skeleton-Weltmeisterschaften 2020 in Altenberg.

## Sonstiges
Heike Größwang ist die Tochter des ehemaligen Rennrodlers Rudolf Größwang. Sie ist alleinerziehende Mutter und wohnt in Bischofswiesen. Für die CSU kandidierte sie dort 2020 für den Gemeinderat. Sie verpasste aber den Einzug in den Gemeinderat.